# VFA-131
131ème Escadron de chasseurs d'attaque
Le Strike Fighter Squadron ONE THREE ONE (STRKFITRON 131 ou VFA-131), est un escadron de chasseurs d'attaque de l'US Navy stationné à la Naval Air Station Oceana, en Virginie, aux États-Unis. L'escadron a été créé en 1983 et est surnommé "Wildcats" .
Le VFA-131 est équipé du F/A-18E/F Super Hornet ; leur indicatif radio est Wildcat et leur code de queue est AC. Depuis 2016 il est affecté au Carrier Air Wing Three sur l'USS Dwight D. Eisenhower (CVN-69) sous le commandement du Strike Fighter Wing Atlantic (Naval Air Force Atlantic).

## Historique

### Années 1980

F/A-18A Hornet du VFA-131 - CVW-13 - USS Coral Sea CV-43 (1er octobre 1985-18 mai 1986)

Le VFA-131 a été établi à la base aéronavale de Lemoore, en Californie, le 3 octobre 1983, et entraîné sur le F/A-18 Hornet par le VFA-125 du Fleet Replacement Squadron. Début 1985, l'escadron a déménagé à la Naval Air Station Cecil Field (en), en Floride, devenant le premier escadron sur Hornet de la flotte de l'Atlantique.
Lors de cette décennie, le VFA-131 effectue quatre déploiements : 
- deux au sein du Carrier Air Wing Thirteen (CVW-13) à bord de l'USS Coral Sea (CV-43)  en mer Méditerranée (1985 à 1988)
- deux au sein du Carrier Air Wing Seven (CVW-7) à bord de l'USS Dwight D. Eisenhower (CVN-69) en mer Méditerranée et puis pour l'exercice Solid Shield 89 (1989)

En mars 1986, lors d'exercices de Freedom of Navigation (en) dans le golfe de Syrte, les avions de l'escadron ont effectué des patrouilles aériennes de combat au cours desquelles un missile libyen SA-5 Gammon a été tiré contre un avion américain opérant dans les eaux internationales. Les 14 et 15 avril 1986, des avions d'escadron ont participé à l'Opération El Dorado Canyon, avec d'autres unités de CVW-13 et A-7 Corsair du Carrier Air Wing One (CVW-1), fournissant des frappes air-sol Shrike et HARM contre des frappes sol-air libyennes à Benghazi. Ce fut la première utilisation du F/A-18 Hornet au combat.

### Années 1990

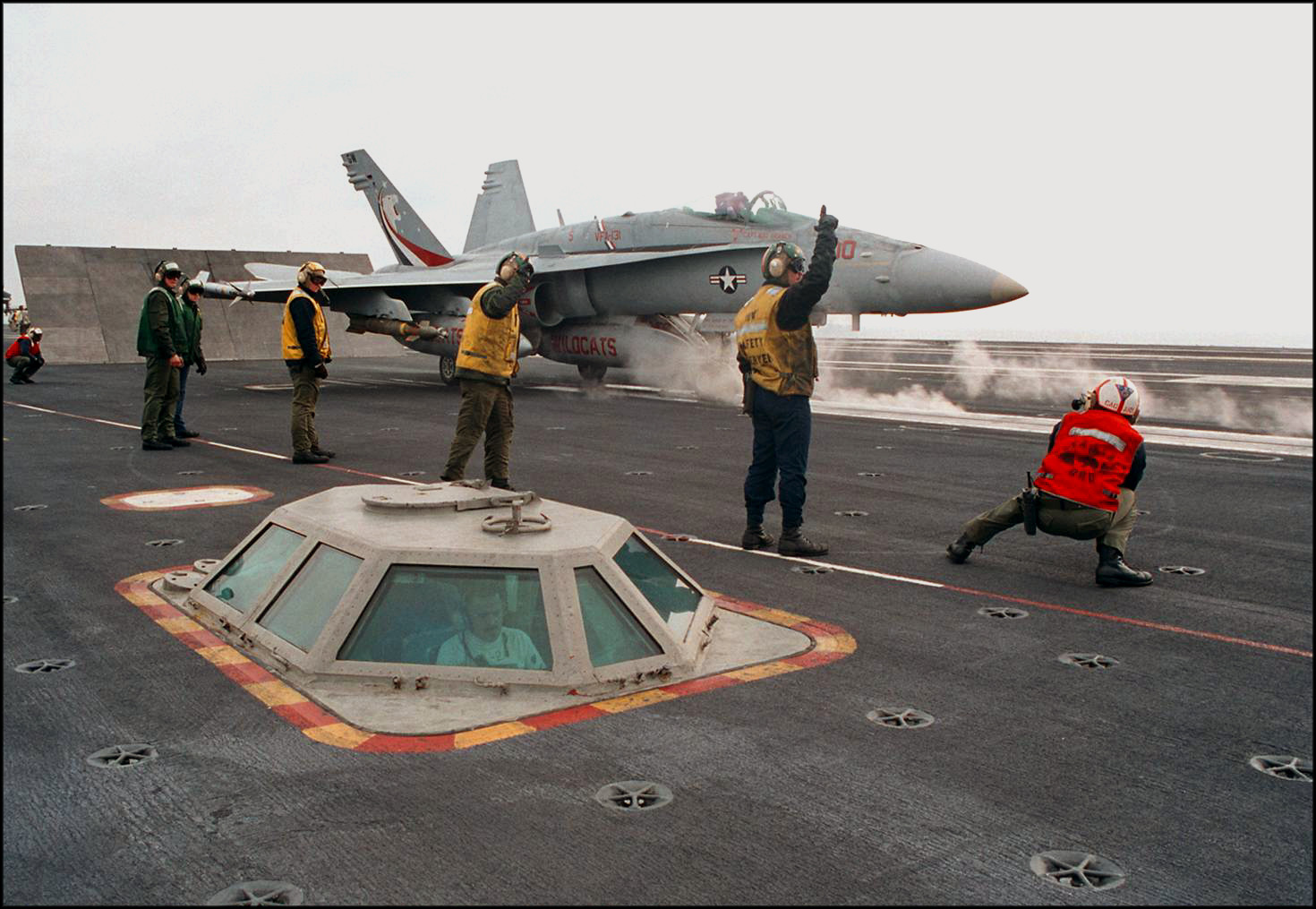
F/A-18 Hornet du VFA-131 sur l'USS GeorgeWashington en 1996

Lors de cette décennie le VFA-131 effectue cinq déploiements :
- deux au sein du CVW-7 avec l'USS Dwight D. Eisenhower en mer Méditerranée (1990 à 1992)
- deux au sein du CVW-7 avec l'USS George Washington (CVN-73) en mer Méditerranée (1994 à 1996)
- un au sein du CVW-7 avec l'USS John C. Stennis (CVN-74) dans le Golfe Persique (1998)

En août 1990, le VFA-131 a effectué des missions en mer Rouge à l'appui de l'Opération Desert Shield, le renforcement des forces américaines et alliées pour contrer une menace d'invasion de l'Arabie saoudite par l'Irak. et dans le cadre d'un blocus économique de l'Irak pour forcer son retrait du Koweït. Un an plus tard, le VFA-131 est de nouveau en mer Rouge et dans le nord du golfe Persique à l'appui de l'Opération Tempête du désert.
En mai 1994, l'escadron a effectué des sorties à l'appui de l'Opération Deny Flight au-dessus de la Bosnie-Herzégovine et de l'Opération Southern Watch au-dessus du sud de l'Irak. En octobre 1994, l'escadron est dans le golfe Persique et participe à l'Operation Vigilant Warrior (en), en réponse à l'agression irakienne. En avril 1996, l'escadron s'est de nouveau déployé en mer Adriatique et le golfe Persique à l'appui de l'Opération Decisive Endeavour et de l'Opération Southern Watch. 
En février 1998, l'escadron est du premier déploiement de l'USS John C. Stennis , soutenant à nouveau l'Opération Southern Watch en Irak. À leur retour aux États-Unis en décembre 1998, le VFA-131 déménage à la Naval Air Station Oceana, en Virginie.

### Années 2000

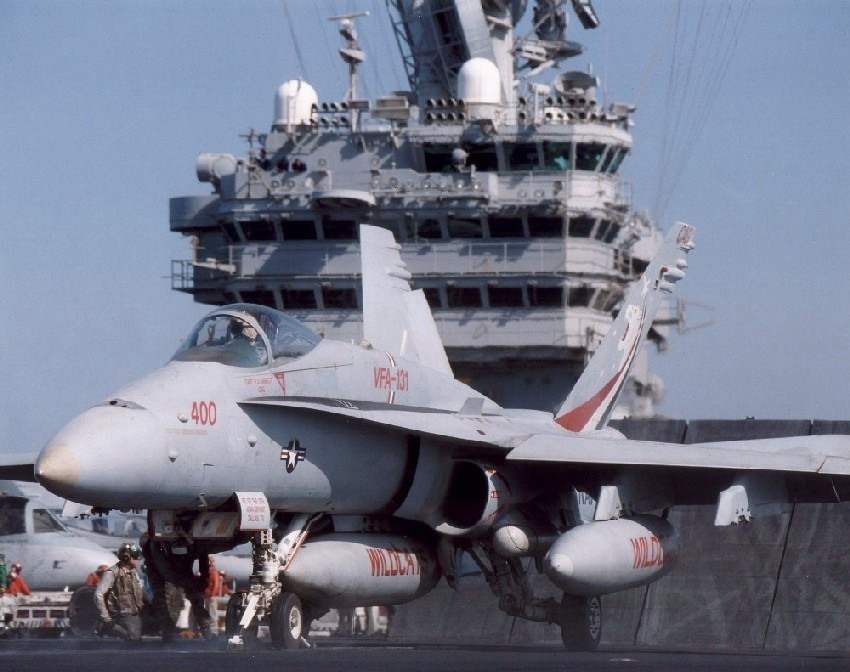
F/A-18C du VFA-131 se préparant au lancement, 2006

Au cours de cette décennie le VFA-131 effectue - déploiements :
- trois au sein du CVW-7 à bord de l'USS Dwight D. Eisenhower en mer Méditerranée (2000, 2007 et 2009)
- un au sein de CVW-7 à bord de l'USS John F. Kennedy (CV-67) en Méditerranée et mer d'Arabie (2002)
- un au sein du CVW-7 à bord de l'USS George Washington (CVN-73) en Méditerranée (2004)
- un au sein du CVW-17 à bord de l'USS George Washington  avec passage du cap Horn (2008)

Le 11 septembre 2001, quelques heures après les attentats du 11 septembre, l'escadron  effectua des patrouilles aériennes au-dessus de Washington DC et de New York dans le cadre de l'Opération Noble Eagle. En février 2002, l'escadron s'est déployé dans la mer d'Arabie du Nord pour participer à l'Opération Enduring Freedom (OEF), effectuant des sorties de combat au-dessus de l'Afghanistan.
En2004, le VFA-131 s'est déployé dans le cadre de l'Opération Iraqi Freedom (OIF). L'escadron s'est déployé d'octobre 2006 à juin 2007 à bord de l'USS Dwight D. Eisenhower à l'appui de l'OIF, de l'OEF et des opérations en Somalie.

### Années 2010

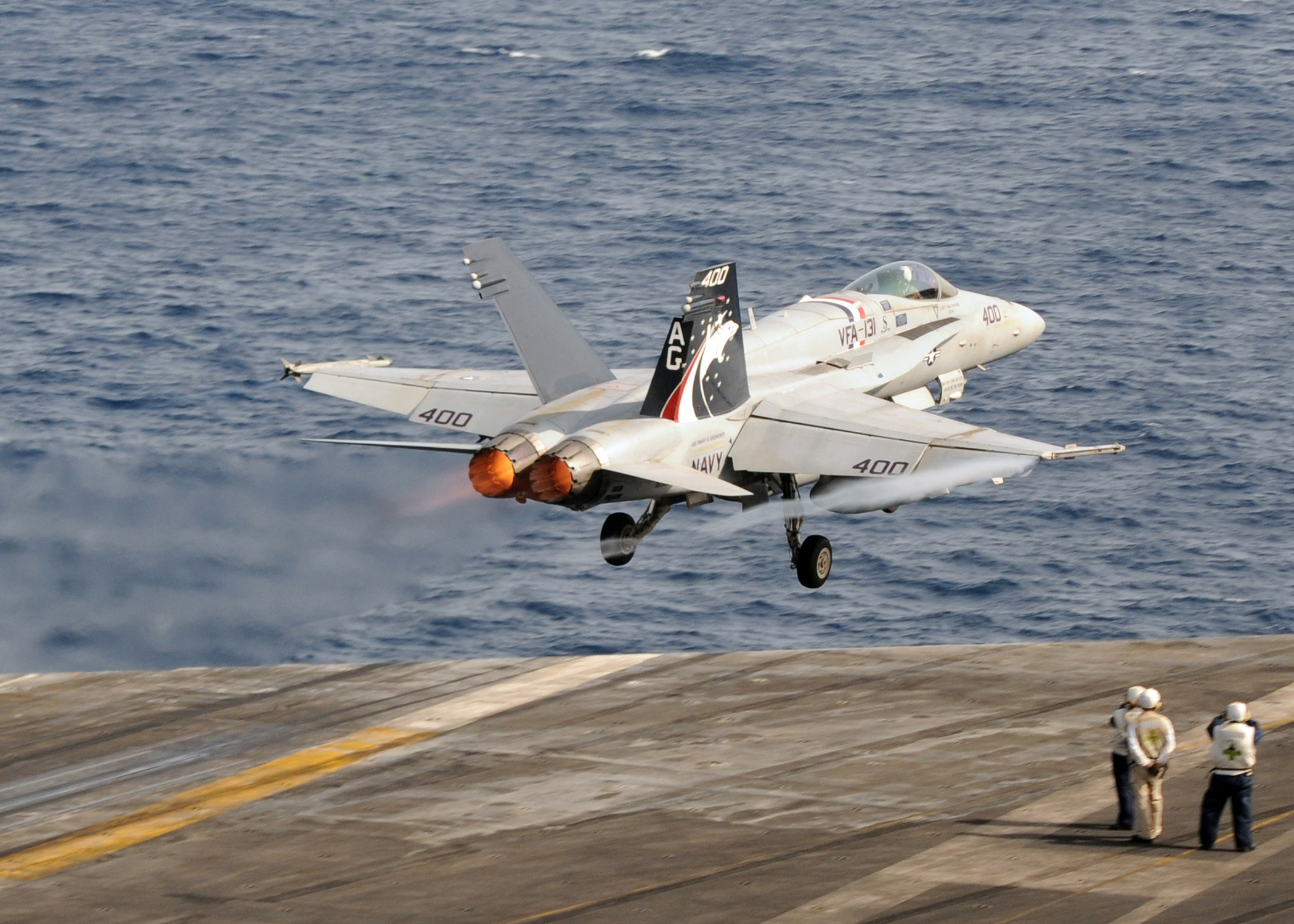
Hornet du VFA-131 catapulté de l'USS Dwight D. Eisenhower en 2010

Lors de cette décennie, le 'VFA-131 effectue quatre déploiements à bord de l'USS Dwight D. Eisenhower (CVN-69) : 
- trois au sein du Carrier Air Wing Seven (CVW-7) de 2010 à 2013 en Méditerranée et mer d'Arabie
- le dernier au sein du Carrier Air Wing Three (CVW-3) en Méditerranée avec la 5ème flotte

En 2016, l'escadron s'est déployé à l'appui de l'Opération Inherent Resolve, effectuant des missions de combat en Irak et en Syrie. Le 22 septembre 2017, le VFA-131 a piloté le F/A-18C Hornet' pour la dernière fois à NAS Oceana, avant de passer au F/A-18E Super Hornet, un processus qui s'est terminé en 2019.

### Années 2020
De janvier à août 2020, le VFA-131 a été embarqué à bord de l'USS Dwight D Eisenhower (CVN-69) dans le cadre de l'Operation Freedom's Sentinel (en) (fin de la Mission Resolute Support). L'escadron a effectué des missions de combat en Afghanistan, assuré la surveillance armée des transits du détroit d'Ormuz et mené d'autres missions dans la 5ème flotte. Avec la pandémie de COVID-19 en cours, le VFA-131 est resté embarqué pendant toute la durée du déploiement.